# Synchronisationspunkt
Ein Synchronisationspunkt (engl. synchronisation point) ist ein Projektberichts- bzw. Steuerungspunkt, an dem bestimmte Ergebnisse/Erkenntnisse vorliegen oder Produktreifegrade vorhanden  sein müssen.
Synchronisationspunkte dienen zur Synchronisation von Entwicklungsprozessen, die gleichzeitig bei zwei oder mehreren Partnern ablaufen. Diese ermöglichen es, alle Abweichungen innerhalb eines abhängigen Projekts in einem frühen Stadium zu identifizieren. Zusätzlich kann die Fertigstellung bestimmter Aspekte des Projekts, die für alle Partner wichtig sind, dokumentiert werden. Für vorhandene Defizite einzelner Prozesse sind Maßnahmen zur Sicherstellung der Zielerreichung zu vereinbaren.